# جان بی. ولر
جان بی. ولر (به انگلیسی: John B. Weller) سناتور سابق عضو حزب دموکرات ایالات متحده آمریکا بود. وی در سال ۱۸۵۲ تا ۱۸۵۷ میلادی سناتور ایالت کالیفرنیا در سنای ایالات متحده آمریکا بود.